# Ouarsenis
El Ouarsenis (en árabe : الونشريس, en bereber : ⵡⴰⵔⵙⵏⵉⵙ, Warsnis) es un macizo de montañas del noroeste de Argelia. Culmina en el pico  Sidi Amar (1895) m cerca Bordj Bou Naama en el valiato de Tissemsilt a 67 km al norte de Tissemsilt.  
La forma actual del topónimo Ouarsenis se utiliza tanto por los habitantes como por la nomenclatura oficial, pero es la culminación de una larga evolución. Efectivamente, hasta el final del siglo  XIX , las fuentes utilizan varios término para el macizo : Ouarsénis, Ouersenis, Ouenseris, Ouaransenis, Ouarenseris, Ouarchticen, Ouarchenis, Ouancherich  y Wancharis. Las versiones más antiguas  son  las de Ibn Jaldún : Ouarsénis y sobre todo Ouarchenis.
El Ouarsenis para el historiador de la Edad Media y para los geógrafos y administradores coloniales parece ser un espacio mucho más grande  en comparación con las, mucho más restringidas dimensiones, que le dan sus poblaciones actuales que reservan el nombre de jebel Warsnis a su « macizo central ».
El Ouarsenis, del  bereber  : Warsnis, significa « nada más elevado » según ciertas hipótesis. Lionel Galand ha sugerido que Ouencheris era el elemento de salida, con wa + n que significa literalmente « aquel de » en bereber. Para la otra mitad de la palabra, G. S. Colin  planteaba la cuestión si   no podría ser puesta en relación  con Sersou, región situada inmediatamente al sur.
En 1902, Onésime Reclus llama  al Ouarsenis « el ojo del mundo », expresión que es utilizada más tarde en relatos sobre la guerra de Argelia.

## Geografía
El Ouarsenis es un macizo de Atlas teliano, ubicado en el norte de Argelia. Se extiende entre el Chelif al este y al norte, el Oued Mina y los montes de Saïda al oeste y el escenario del Sersou al sur, a caballo sobre los valiatos de Médéa, Aïn Defla, Tissemsilt, Chlef, Relizane y Tiaret.
El relieve es  accidentado,  con pesadas cimas margo-esquistosas y crestas. Está dominado por varios picos calcarios   el principal de los cuales forma el "macizo alto" o "macizo central" de la cadena a la que las poblaciones de estas regiones se reservan el nombre de djebel Warsnis. Las principales cumbres son el monte Achaoun (1850 m) el Ras Elbrarit (1750 m), el pico Sidi Abdelkader, el monte Tamedrara, el Kef Siga y el Kef Sidi Amar (1 985 m, al norte de Bordj Bou Naama), el punto culminante del macizo.
El macizo constituye la más vasta unidad montañosa del Tell argelino, está comprendido totalmente en la zona mediterránea. Está separado del mar por la cadena  costera de la Sierra de Dahra y es relativamente privilegiado en relación con las regiones vecinas, sobre todo el Oranesado oriental y el Sersou, que son  regiones más secas. El Ouarsenis es, para el oeste argelino, la cadena simétrica, pero de una altitud inferior, del macizo del Djurdjura en la Gran-Cabilia. Se extiende sobre aproximadamente 200 km de oeste a este, mientras que su anchura es del orden de 100 km salvo al este, donde no sobrepasa los 60 km .
La montaña es un refugio para la flora y la fauna, se encuentran sobre todo vastos bosques de cedros, de pinos de Alepo y de encinas, pero favorece también la agricultura, sobre todo en las vertientes y la llanura del Sersou cubierta de cultivos  cerealistas. El parque nacional de Theniet El-Had se extiende sobre 3 616 ha , y ha sido creado en la parte oriental del macizo para proteger bosques de cedros seculares. En los flancos del macizo nacen los principales afluentes del Chelif : los uadis Deurdeur, Rouina, Tikzel, Sly y Rhiou. Es una de las zonas más lluviosas del país, sus flancos septentrionales tienen  una serie de embalses de entidad, alimentando las irrigaciones del valle del Chélif.

## Historia
El poblamiento  del Ouarsenis es muy antiguo y durante todo el periodo romano el macizo  quedó ocupado en su mayoría  por poblaciones autóctonas  independientes. El Ouarsenis se libró efectivamente a la ocupación romana, Stéphane Gsell subraya que ninguna vía romana se construyó dentro del macizo. Durante la Antigüedad tardía, un vasto principado  moro se estableció entre el Ouarsenis y la costa.
En el  macizo se produjo una difusión rápida del islam y posteriormente una de las doctrinas de esencia puritana y austera, sobre todo las de ciertas cofradías religiosas.
Ha sido uno de los lugares de mayor resistencia  durante las guerras de conquista coloniales y de  la independencia.

## Población
Los habitantes son de origen bereber, son zenetes y descienden de los Beni Ifren y de los Magrava. A este fondo étnico local, se han añadido aportaciones árabes, sin duda a partir del final de mediados de la Edad  Media
El bereber, antaño hablado en todo el macizo, no sobrevivió  nada más que en  algunos islotes al finalizar el siglo XIX, pero persiste sobre todo en la toponimia  local, la onomástica y el vocabulario. Paradójicamente, es en el Dahra que es menos elevado y relativamente más accesible donde  más  hablantes bereberes  hay.
René Basset ha estudiado en la Zenatiya de la Ouarsenis, los diferentes dialectos hablados en el siglo XIX  en la región.
Las poblaciones son, en primer lugar, sedentarios, pequeños agricultores-ganaderos. Las poblaciones del Sersou vecino los llamaban qbayl « Cabilios » en tanto que  llaman  gbala a las poblaciones de la estepa, más al sur. Este uso del término qbayl para nombrar a los montañeses es una peculiaridad argelina antigua : los « Cabilios  » no eran  entonces los únicos habitantes del Djurdjura.
El hábitat estaba agrupado generalmente en las aldea llamadas boccas (literalmente : « emplazamiento »), que corresponde a pequeñas colectividades autónomas diferentes. Cada una de ellas comprende tres tipos de tierras : la tierra de cultivos  permanentes (jardines y huertas), las terrazas  reservadas a los cultivos anuales, y la tierra de montaña, dominada por  el bosque.
Todos los integrantes de la bocca están unidos e interesados por todo lo que afecta a la organización social de su espacio. Los seis principales cumbres, llevan el nombre de santos y dos koubbas   coronan los picos más altos (Kef Sidi-Amar y Kef Sidi-Abdelqader). Cada año tienen lugar  las visitas rituales y  las comidas comunales en  honor de un wali (santo) en cada bocca. Existe tres tipos de comida colectiva con destino religioso : las ofrecidas en primavera y en otoño en honor del santo del islam, Abdul Qadir Gilani ; o  aquellas ofrecidas, en las mismas estaciones, al santuario de los santos locales del que cada grupo depende o desciende ;  los que cada cabeza  de familia puede ofrecer a sus vecinos en acción de gracias.

## Galería

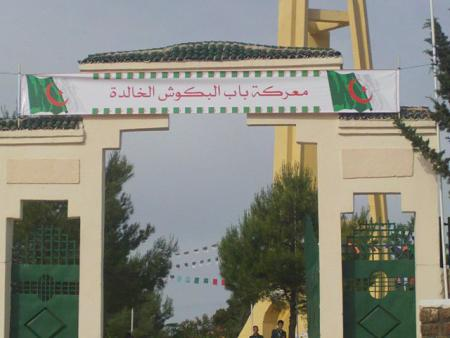
Conmemoración de la batalla de Bab El Bekkouche.
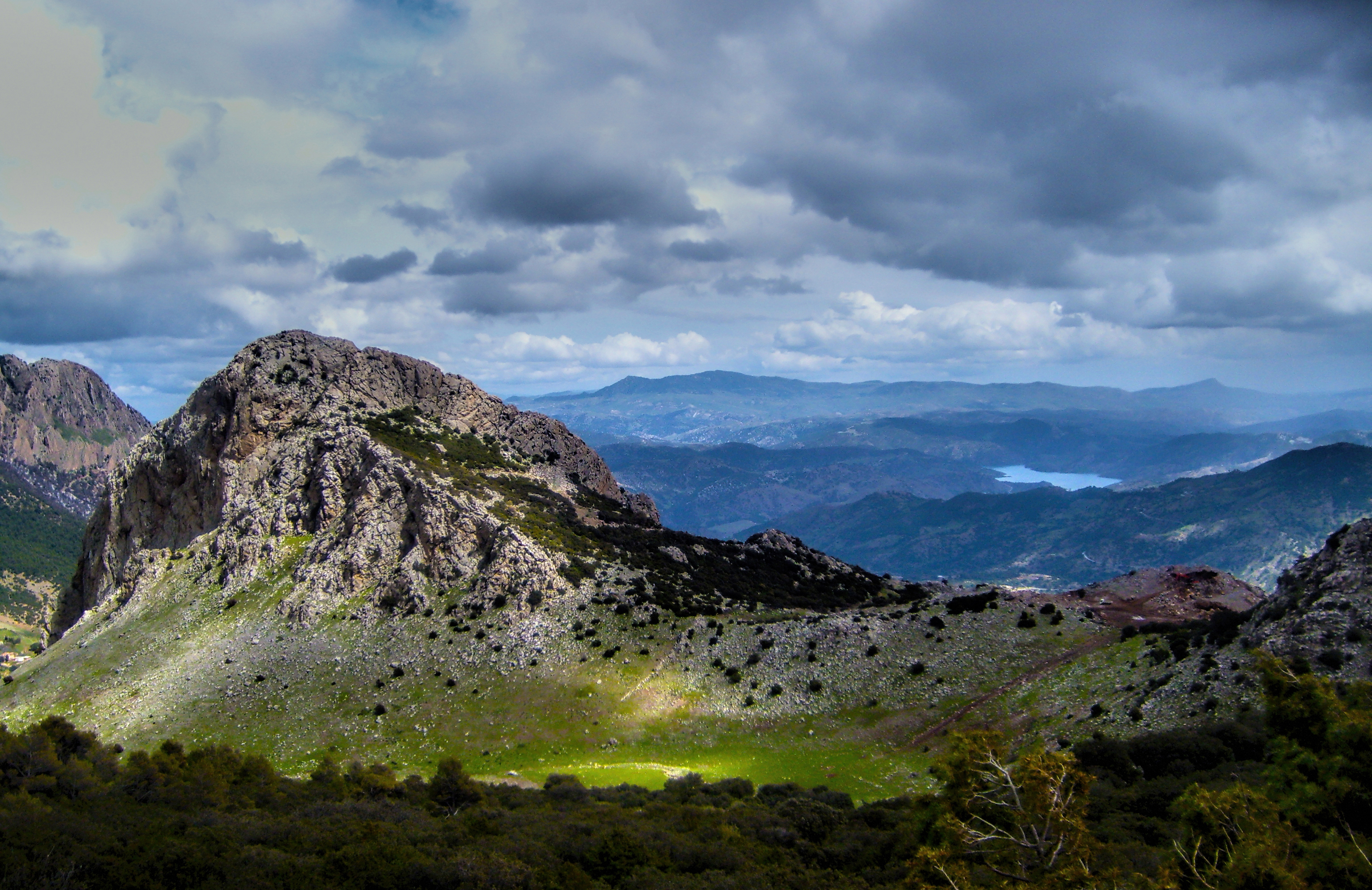
Vista del monte Ouarsenis
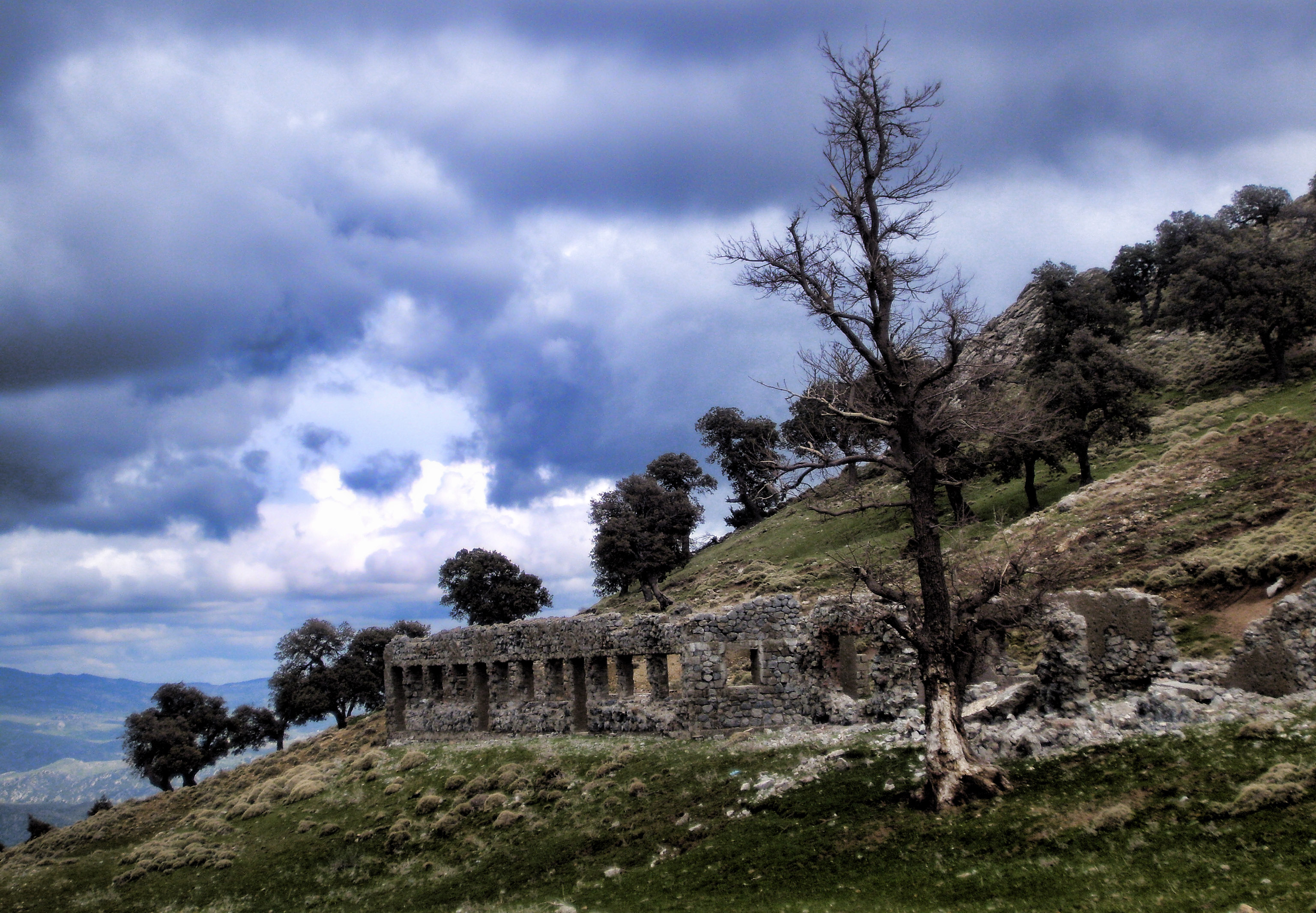
Vestigios de una aldea
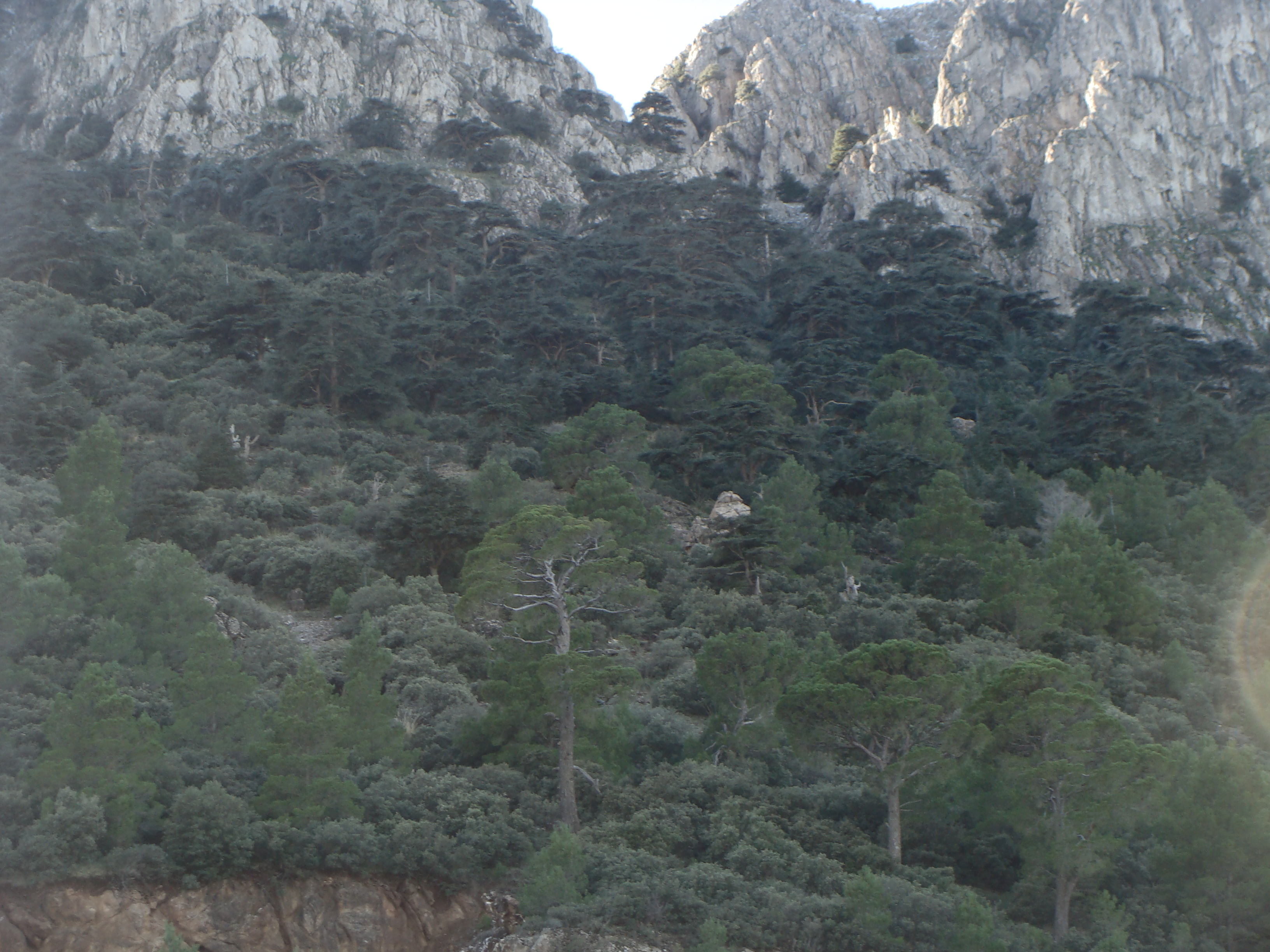
Cedros en la parte alta de la cliserie en el Ouarsenis